# Matt Zemlin
Matthias Zemlin, noto professionalmente come Matt Zemlin (Amburgo, 11 settembre 1980), è un attore e produttore cinematografico tedesco.

## Filmografia

### Cinema

#### Attore

##### Cortometraggi
- Dieter & Andreas, regia di Christian Zemlin (1989)
- Evocator, regia di Matt Zemlin (2009)
- Die Vier Letzten Dinge, regia di Stephan Krahwinkel (2009)
- The Opening, regia di Andrew Hines (2009)
- The New Bike, regia di David Gantz (2009)
- Bad Hero, regia di Matt Zemlin (2010)

##### Lungometraggi
- The Sky Has Fallen, regia di Doug Roos (2009)
- Henri 4, regia di Jo Baier (2009)
- A Backyard Story, regia di Falk Schultz (2010)
- King of the Underground, regia di Dex Elliott Sanders
- Deaf Spoof, regia di Arseny Preobrazhenskiy (2013)
- Unser Haus, regia di  Paul Gant (2014)
- 2Close2U, regia di Steffen Baermann (2017)

#### Produttore

##### Cortometraggi
- Evocator, regia di Matt Zemlin (2009)
- Bad Hero, regia di Matt Zemlin (2010)

##### Lungometraggi
- Wanted, regia di Prabhu Deva (2009)
- Aakrosh, regia di Priyadarshan (2010)
- Dabangg, regia di Abhinav Kashyap (2010)
- Rockstar, regia di Imtiaz Ali (2011)

##### Documentari
- Fools on the Hill, regia di Jed Rigney (2012)

### Televisione

#### Attore
- Einsatz in Hamburg - serie TV (2008-2009)